# Basa

Basa (latinsko Bassae), Vasa ali Vase (antično grško: Βάσσαι, moderno grško: Βάσσες) pomeni "majhna dolina v skalovju" in je arheološko najdišče v severovzhodnem delu Mesinije na Peloponezu v Grčiji. V antiki je bila del Arkadije. Je blizu vasi Skliros, severovzhodno od Figaleje, južno od Andritsajne in zahodno od Megalopolija. Znana je po dobro ohranjenem templju Apolona Epikurejskega iz srednjega do poznega 5. stoletja pr. n. št.
Čeprav je tempelj oddaljen od glavnih polisov antične Grčije, je eden izmed najbolj preučevanih grških templjev zaradi veliko nenavadnih lastnosti. Je prvo grško najdišče, ki je bilo vpisano na seznam svetovne dediščine (1986).  Njegova gradnja je  iz let 450 in 400 pred našim štetjem.

## Tempelj Apolona Epikurijskega
Tempelj je bil posvečen Apolonu Epikurejskemu ("Apolon pomočnik"). Postavili so ga prebivalci Mesenije v antični Arkadiji v zahvalo, ko se je končala epidemija kuge. Zasnoval ga je Iktin , arhitekt atenskega Hefajstovega templja in Partenona. Antični pisec Pavzanij je hvalil tempelj, drugi naj bi bili le njegova senca, razen templja Atene v Tegeji, zaradi lepote kamna in harmonije v gradnji.  Stoji na nadmorski višini 1131 metrov na pobočjih gore Kotilion. 

### Konstrukcija in okrasje
Tempelj leži v smeri sever–jug, kar je v nasprotju z večino grških templjev, ki so poravnani v smeri vzhod–zahod; njegov glavni vhod je s severa zaradi omejenega prostora na strmem pobočju gore. Da bi odpravili to težavo, so vrata ob strani templja, morda tudi zaradi svetlobe za osvetlitev kultnega kipa.
Tempelj je sorazmerno skromne velikosti, ob stilobatu meri 38,3 s 14,5 metra , vsebuje dorski peristil s šestimi in petnajstimi stebri (heksastil). Streha nad osrednjim prostorom je ostala odprta zaradi svetlobe in zraka. Tempelj je bil v celoti zgrajen s sivim arkadijskim apnencem, razen friza, ki je bil izklesan iz marmorja (verjetno je bil v antičnih časih obarvan). Kot večina velikih templjev ima tri prostore: pronaos, naos in ''opistodom'' (ὀπισθόδομος, 'zadnja soba'). V naosu je bil verjetno tudi kultni kip Apolona, čeprav domnevajo, da je preprost »protokorintski« kapitel. Odkril ga je Cockerell, nato pa izgubil na morju. Lahko bi bil steber, ki je stal v središču naosa in bil namenjen anikonični podobi Apolona Borealisa. Templju manjkajo nekatere vidne izboljšave, ki jih najdemo v Partenonu, kot so subtilno ukrivljena tla, čeprav imajo stebri entazo (nabreklino na približno polovici stebra).
Nenavadno je, da ima tempelj vse tri klasične sloge, ki so se uporabljali v antični grški arhitekturi: dorski, jonski in korintski slog. Zunanji stebri sestavljajo peristil, medtem ko portik podpirajo jonski stebri, korintski stebri pa so v notranjosti. Korintski kapitel je prvi iz tega obdobja.
Zunanjost templja je sorazmerno malo okrašena. V notranjosti je bil dolg jonski friz, ki je prikazoval Grke v bitki z Amazonkami in Lapite v bitki s Kentavri. Metope v frizu je leta 1815 odstranil Charles Robert Cockerell in jih odpeljal v Britanski muzej v London (še vedno si jih je treba ogledati v galeriji št. 16 Britanskega muzeja. Cockerell je okrasil stene stopnišča v Ashmolovem muzeju v Oxfordu in v Travellers Clubu v Londonu z mavčnimi odlitki istega friza.

### Ponovno odkritje in odstranitev
Tempelj so prvič opazili novembra 1765, ko je francoski arhitekt J. Bôcher, ki je gradil vile v kraju Zante, prišel do njega povsem po naključju; spoznal ga je po legi, a ko se je vrnil drugič, so ga umorili razbojniki. Charles Robert Cockerell in Carl Haller von Hallerstein, ki sta zavarovala skulpture v Egini, sta leta 1811 upala na večji uspeh pri Basi. Vse Hallerjeve natančne risbe lokacije so se izgubile na morju. 
Območje je bilo raziskano leta 1812 z dovoljenjem Veli Paše, turškega poveljnika na Peloponezu. Skupina britanskih starinarjev je odstranila 23 plošč friza iz jonske cele in jih prepeljala v Zante skupaj z drugimi kipi. Veli Paša je zahteval najdbe, a bil utišan v zameno za majhno podkupnino; friz je na dražbi kupil Britanski muzej leta 1815. Metope s friza je odstranil Charles Robert Cockerell. Kipi s friza so bili leta 1814 razstavljeni v Rimu in uradno 1820 v Britanskem muzeju. Nepremišljeni obiski so povzročili nadaljnje objave. Prva objavljena izkopavanja so se začela šele leta 1836. Izkopavali so ruski arheologi, med katerimi je bil slikar Karl Brjulov. Morda je bilo najpresenetljivejše odkritje najstarejšega korintskega kapitela, najdenega do tedaj. Nekateri artefakti so na ogled v Puškinovem muzeju lepih umetnosti v Moskvi.
Leta 1902 je Grško arheološko društvo iz Aten pod vodstvom arheologa Konstantinosa Kuruniotisa skupaj s Konstantinosom Romaiosom in Panagiotisom Kavadiasom opravilo sistematična izkopavanja.  Nadaljnja izkopavanja so bila leta 1959, 1970 in od 1975–1979 pod vodstvom Nikolaosa Gialurisa.

### Ohranjanje
Tempelj je odmaknjen. Pavzanias je edini antični popotnik, katerega opombe o Basi so se ohranile, kar je bilo koristno za tempelj. Drugi dostopnejši templji so bili poškodovani ali po vojni uničeni ali konzervirani zaradi preureditve v krščanske cerkve. Apolonovemu templju je bilo v tem smislu prizaneseno. Zaradi svoje oddaljenosti od glavnih mestnih območij je tudi manj težav s kislim dežjem, ki hitro raztaplja apnenec in škoduje marmornim reliefom.
Apolonov tempelj je zdaj pokrit z belim šotorom, da bi zaščitili ruševine pred vremenskimi vplivi. Zanj skrbi Odbor za ohranjanje templja Apolona Epikurejskega grškega ministrstva za kulturo, ki ima sedež v Atenah.